# Cabaj-Čápor
Cabaj-Čápor es un municipio del distrito de Nitra en la región de Nitra, Eslovaquia, con una población estimada a final del año 2024 de 4358 habitantes.
Se encuentra ubicado en el centro-oeste de la región, en el valle del río Nitra (cuenca hidrográfica del Danubio) y cerca de la frontera con la región de Trnava.

## Demografía
| Año        | 1994 | 2004    | 2014     | 2024    |
| ---------- | ---- | ------- | -------- | ------- |
| Población  | 3270 | 3562    | 4042     | 4358    |
| Diferencia |      | +8,92 % | +13,47 % | +7,81 % |

| Año        | 2023 | 2024    |
| ---------- | ---- | ------- |
| Población  | 4318 | 4358    |
| Diferencia |      | +0,92 % |